# Colchester and East Essex Football League

Biểu tượng chính thức của giải đấu

Colchester and East Essex Football League (hiện được tài trợ bởi K.P. Evans & Co Ltd) là một giải bóng đá Anh, có 3 hạng đấu, cao nhất là Premier Division, nằm ở Cấp độ 15 trong Hệ thống các giải bóng đá ở Anh, góp đội cho Essex and Suffolk Border Football League.

## Các câu lạc bộ mùa giải 2015–16
Premier Division
- Belle Vue Social
- Bures United Dự bị
- Connaught Red Star
- Mistley
- New Field
- Oyster
- Tollesbury Dự bị
- University of Essex 'A'
- Whitehall

Division One
- Abbey Fields
- Beacon Hill Rovers Dự bị
- Cavendish Social
- Harwich Rangers
- Langham Lodgers
- Nayland Rangers
- Riverbank Athletic
- Sporting Rebels
- Stoke-by-Nayland
- University of Essex 'B'
- Wormingford Wanderers Dự bị

Division Two
- Brantham Athletic 'A'
- Cavendish Social Dự bị
- Cinque Port Dự bị
- Colne Engaine
- Kelvedon Social 'A'
- Marks Tey
- Monkwick Wanderers
- New Field Dự bị
- Tiptree Park Dự bị
- Weeley Athletic Dự bị

## Đội vô địch
| Mùa giải | Premier Division         | Division One          | Division Two            | Division Three           |
| -------- | ------------------------ | --------------------- | ----------------------- | ------------------------ |
| 2004–05  | Harwich & Parkeston 'A'  | Clacton Town 'A'      | Monkwick Wanderers      | Devon                    |
| 2005–06  | Posties                  | Colchester Hotspurs   | University of Essex 'B' | Whitehall                |
| 2006–07  | Monkwick Wanderers       | Wormingford Wanderers | Colne Engaine           | Real Ravensdale          |
| 2007–08  | University of Essex 'A'  | Colne Engaine         | Real Ravensdale         | Brightlingsea Regent 'A' |
| 2008–09  | Harwich & Parkeston 'A'  | Real Ravensdale       | Eastcliff               | Boxford Rovers           |
| 2009–10  | Colne Engaine            | Oyster                | Boxford Rovers          | Belle Vue Social Club    |
| 2010–11  | Tollesbury               | Boxford Rovers        | Dellows                 |                          |
| 2011–12  | Tollesbury               | Kelvedon Social       | St. Osyth Social        |                          |
| 2012–13  | Stoke-by-Nayland         | Bures United          | Belle Vue Socials       | Lexden All Stars         |
| 2013–14  | University of Essex 'A'  | Mistley               | Lexden All Stars        | Connaught Red Star       |
| 2014–15  | Brightlingsea Regent 'A' | Bures United          | Whitehall               |                          |